# Gadingsukuh
Gadingsukuh is een bestuurslaag in het regentschap Wonosobo van de provincie Midden-Java, Indonesië. Gadingsukuh telt 1656 inwoners (volkstelling 2010).